# فيفر (أغنية)
«فيفر» هي أحد أغاني الفنانة الأسترالية كايلي مينوغ صدرت كأغنية ترويجية فقط في 2002.